# 江夏健一
江夏 健一（えなつ けんいち、1937年7月13日 - 2024年10月29日）は、日本の経済学者。早稲田大学名誉教授。

## 略歴
神戸市出身。兵庫県立星陵高等学校を経て、1961年早稲田大学教育学部英文科卒、1968年同大学院商学研究科国際経済学専攻博士課程満期退学、1984年「多国籍企業の現代的意義に関する研究」で商学博士の学位を取得。1968年近畿大学商経学部専任講師、1970年助教授、1977年教授、1981年関西学院大学商学部教授、1987年早稲田大学商学部教授。1994-1998年早稲田実業学校校長を兼任。のち副総長、2008年定年、名誉教授、ハリウッド大学院大学学長を務めた。2016年春瑞宝中綬章受勲。

## 著書
- 『多国籍企業要論』文真堂 1984
- 『現代クレジット社会を考える 消費者金融産業の発展とともに』IBI国際ビジネス研究センター 1996
- 『現代クレジット社会論』IBI国際ビジネス研究センター 1996

### 共編著
- 『国際経済紛争と多国籍企業』編 多国籍企業研究会著 晃洋書房 1987
- 『グローバル競争戦略 競争優位の再構築』編著 誠文堂新光社 1988
- 『FTC vs.FCRA 連邦取引委員会の公正信用報告法「注解」をめぐって』編修 小林麻理著訳 文真堂 1991
- 『多国籍企業論』首藤信彦共編著 八千代出版 基本経済学シリーズ 1993
- 『国際戦略提携』編著 晃洋書房 1995
- 『ワークブック国際ビジネス』米澤聡士共著 文眞堂 1998
- 『理論とケースで学ぶ国際ビジネス』桑名義晴共編著 IBI国際ビジネス研究センター著 同文舘出版 2001
- 『グローバル企業の市場創造』高井透,土井一生,菅原秀幸共編 中央経済社 シリーズ国際ビジネス 2008
- 『国際ビジネス研究の新潮流』桑名義晴,岸本寿生共編 中央経済社 シリーズ国際ビジネス 2008
- 『国際ビジネス入門』太田正孝,藤井健共編 中央経済社 シリーズ国際ビジネス 2008
- 『国際ビジネス理論』長谷川信次,長谷川礼共編 中央経済社 シリーズ国際ビジネス 2008
- 『サービス産業の国際展開』大東和武司,藤澤武史共編 中央経済社 シリーズ国際ビジネス 2008

### 翻訳
- S.ハイマン『国際経営と経済開発』生島広治郎監訳 松村文武,米倉昭夫共訳 東洋経済新報社 1969
- レナード・E.ストラール『失敗にも意味がある 成功のためのビジネス心理学』早川書房 1969
- レオナード・W.ワイス『独占・寡占・競争 現代アメリカの産業組織』綿谷禎二郎,松村文武共訳 好学社 1970
- ジョン・C.ナーヴァー『コングロマリット合併と市場競争』古海志郎共訳 東洋経済新報社 1971
- スタファン・B.リンダー『時間革命 25時間への知的挑戦』関西生産性本部共訳 好学社 1971
- マイラ・ウィルキンズ『多国籍企業の史的展開 植民地時代から1914年まで』米倉昭夫共訳 ミネルヴァ書房 1973
- マイラ・ウィルキンズ『多国籍企業の成熟』米倉昭夫共訳 ミネルヴァ書房 1976-78
- D.A.ヒーナン, H.V.パールミュッター『多国籍企業 国際化のための組織開発』監訳 文真堂 1982
- アラン・M.ラグマン『多国籍企業と内部化理論』中島潤、有沢孝義、藤沢武史共訳 ミネルヴァ書房 1983
- S.J.コブリン『国際企業の政治リスク管理』監訳 東洋経済新報社 1984
- P.J.バックレー, M.Z.ブルーク編『国際ビジネス研究 総論』文真堂 1993
- J.ストッポード,スーザン・ストレンジ『ライバル国家,ライバル企業 世界市場競争の新展開』監訳 文真堂 1996
- O.H.ガンジーJr. 『個人情報と権力 統括選別の政治経済学』監訳 IBI国際ビジネス研究センター訳 同文舘出版 1997
- スマントラ・ゴシャール, D.エレナ・ウエストニー編著『組織理論と多国籍企業』監訳 IBI国際ビジネス研究センター訳 文眞堂 1998
- エイドリアン・ファーナム『コーポレート・カルチャーショック 組織異動からのサバイバル』山田奈緒子共監訳 国際ビジネス研究センター訳 同文舘出版 2002
- 英国貿易産業省『21世紀の消費者信用市場 公正,透明かつ競争的な市場を求めて』坂野友昭共監訳 東洋経済新報社 2005
- M.カソン『国際ビジネス・エコノミクス 新しい研究課題とその方向性』桑名義晴, 大東和武司共監訳 文眞堂 2005
- ジュゼッペ・ベルトーラ,リチャード・ディズニー,チャールズ・グラント編『消費者信用の経済学』坂野友昭共監訳 東洋経済新報社 2008
- アラン・M.ラグマン『ラグマン教授の国際ビジネス必読文献50撰』太田正孝,桑名義晴共監訳 佐藤幸志,竹之内秀行, 山本崇雄ほか訳 中央経済社 2010
- ジェフリー・ジョーンズ『ビューティビジネス 「美」のイメージが市場をつくる』山中祥弘共監訳 ハリウッド大学院大学ビューティビジネス研究所訳 中央経済社 2011
- ジェフリー・ジョーンズ『多国籍企業の変革と伝統 ユニリーバの再生〈1965-2005年〉』山中祥弘,山口一臣共監訳 ハリウッド大学院大学ビューティビジネス研究所訳 文眞堂 2013

## 論文
- <江夏健一